# Plecotus teneriffae
L'orecchione di Tenerife (Plecotus teneriffae  Barrett-Hamilton, 1907) è un pipistrello della famiglia dei Vespertilionidi endemico delle Isole Canarie.

## Descrizione

### Dimensioni
Pipistrello di piccole dimensioni, con la lunghezza della testa e del corpo tra 45 e 55 mm, la lunghezza dell'avambraccio tra 37 e 46 mm, la lunghezza della coda tra 44 e 52 mm, la lunghezza delle orecchie tra 33 e 40 mm e un peso fino a 10 g.

### Aspetto
La pelliccia è lunga. Le parti dorsali variano dal color cenere al bruno-grigiastro, mentre le parti ventrali sono grigio chiare. La base dei peli è ovunque nerastra. Il muso è conico, leggermente stretto ed appuntito, con due masse ghiandolari dietro le narici e due grandi sopra gli occhi. Le orecchie sono enormi, ovali, grigio scure o grigio-brunastre e unite sulla fronte da una sottile membrana cutanea. Il trago è lungo circa la metà del padiglione auricolare, affusolato e con l'estremità smussata. Le membrane alari sono grigio scure o grigio-brunastre. La punta della lunga coda si estende leggermente oltre l'ampio uropatagio.

## Biologia

### Comportamento
Si rifugia nei canali vulcanici, grotte e crepe di edifici abbandonati dove forma colonie estive di 10-30 femmine, mentre quelle invernali sono più piccole, non più di 10 individui che talvolta tendono ad essere solitari. Sono state registrate soltanto due colonie riproduttive, una delle quali è situata all'interno di una grotta naturale. Può essere sedentaria.

### Alimentazione
Si nutre di insetti, principalmente falene, catturati in spazi aperti.

### Riproduzione
Sono state osservate femmine gravide nel mese di maggio, mentre altre che allattavano sono state osservate a luglio.

## Distribuzione e habitat
Questa specie è conosciuta soltanto nelle isole di Tenerife, La Palma ed El Hierro nelle Isole Canarie. Probabilmente è presente anche sull'isola di La Gomera.
Vive in boschi misti e di conifere tra 100 e 2.300 metri di altitudine.

## Conservazione
La IUCN Red List, considerato l'areale limitato e seriamente frammentato, il declino del proprio habitat e del numero di individui delle colonie riproduttive, classifica P.teneriffae come vulnerabile.